# Saison 2013 de l'équipe cycliste Roubaix Lille Métropole
La saison 2013 de l'équipe cycliste Roubaix Lille Métropole est la septième de cette équipe.

## Préparation de la saison 2013

### Arrivées et départs
| Arrivées            | Équipe 2012            |
| ------------------- | ---------------------- |
| Julien Duval        | USSA Pavilly Barentin  |
| Rudy Kowalski       | VC Rouen 76            |
| Maxime Le Montagner | Véranda Rideau-Super U |
| Cyrille Patoux      | VC Rouen 76            |
| Franck Vermeulen    | Véranda Rideau-Super U |

| Départs          | Équipe 2013             |
| ---------------- | ----------------------- |
| Anthony Colin    | EC Raismes Petite-Forêt |
| Pierre Drancourt | ESEG Douai              |
| Mathieu Drouilly |                         |
| Denis Flahaut    | Colba-Superano Ham      |
| Julien Guay      | Sojasun espoir-ACNC     |
| Florian Le Corre | Pays de Dinan           |
| Fabien Schmidt   | Sojasun                 |

## Coureurs et encadrement technique

### Effectif
| Cycliste            | Date de naissance | Nationalité | Équipe 2012             |
| ------------------- | ----------------- | ----------- | ----------------------- |
| Matthieu Boulo      | 11 mai 1989       | France      | Roubaix Lille Métropole |
| Loïc Desriac        | 21 juillet 1989   | France      | Roubaix Lille Métropole |
| Julien Duval        | 27 mai 1990       | France      | USSA Pavilly Barentin   |
| Morgan Kneisky      | 31 août 1987      | France      | Roubaix Lille Métropole |
| Rudy Kowalski       | 18 août 1990      | France      | VC Rouen 76             |
| Kévin Lalouette     | 18 février 1984   | France      | Roubaix Lille Métropole |
| Maxime Le Montagner | 20 juillet 1991   | France      | Véranda Rideau-Super U  |
| Cyrille Patoux      | 20 mai 1985       | France      | VC Rouen 76             |
| Franck Vermeulen    | 10 avril 1976     | France      | Véranda Rideau-Super U  |
| Boris Zimine        | 2 juin 1990       | France      | Roubaix Lille Métropole |
| Stagiaire           | Date de naissance | Nationalité | Équipe 2013             |
| Rudy Barbier        | 18 décembre 1992  | France      | Armée de Terre          |

## Bilan de la saison

### Victoires

#### Sur route
| Date       | Course                          | Pays   | Classe | Vainqueur           |
| ---------- | ------------------------------- | ------ | ------ | ------------------- |
| 06/06/2013 | 1re étape de la Ronde de l'Oise | France | 2.2    | Maxime Le Montagner |

#### Sur piste
| Date       | Course                                | Pays   | Classe | Vainqueur                     |
| ---------- | ------------------------------------- | ------ | ------ | ----------------------------- |
| 03/02/2013 | Championnat de France de l'américaine | France | CN     | Julien Duval - Morgan Kneisky |
| 25/07/2013 | Championnat de France de poursuite    | France | CN     | Julien Duval                  |

### Classement UCI

#### UCI Europe Tour
L'équipe Roubaix Lille Métropole termine à la soixante-troisième place de l'Europe Tour avec 155 points. Ce total est obtenu par l'addition des points des huit meilleurs coureurs de l'équipe au classement individuel, cependant seuls six coureurs sont classés,.
| Rang  | Coureur             | Points |
| ----- | ------------------- | ------ |
| 199   | Julien Duval        | 70     |
| 361   | Maxime Le Montagner | 40     |
| 554   | Loïc Desriac        | 21     |
| 649   | Cyrille Patoux      | 16     |
| 1 034 | Matthieu Boulo      | 5      |
| 1 108 | Morgan Kneisky      | 3      |